# 褐胸啸鹟
褐胸啸鹟（学名：Pachycephala orpheus），是啸鹟科啸鹟属的一种，分布于东帝汶和印度尼西亚。该物种的保护状况被评为无危。
褐胸啸鹟的栖息地包括亚热带或热带的（低地）湿润疏灌丛、亚热带或热带的湿润低地林、亚热带或热带严重退化的前森林、亚热带或热带的红树林和亚热带或热带的（低地）干燥疏灌丛。